# Macintosh IIvx
A Macintosh IIvx asztali számítógépet az Apple gyártotta és forgalmazta 1992. október 19. és 1993 október 21. között 12 hónapon keresztül. A Macintosh IIvx a Macintosh II számítógép-családba tartozott.

## Története
Az IIvx közvetlenül a középkategóriás piacot célozta meg. Áttervezték a házat, ez volt az első gépük, amely belső CD-ROM-mal készült. A 16 MHz-es busz azonban nagyjából egy 25 MHz-es IIci-vé lassította. A IIvx alapmodellje 2950 dollárba került.

## Technikai leírás
A bézs színű gép súlya 11,3 kg, magassága 152 mm, szélessége 330 mm és mélysége 419 mm volt. A IIvx számítógépet egymagos 32 MHz-es Motorola 68030 processzor vezérelte (L1 cache: 0,5kB, L2 cache: 32kB), a rendszerbusz 16 MHz-en működött. A teljesítményt Motorola 68882 FPU co-processzor növelte. Az adatokat a 40MB belső merevlemezre lehetett elmenteni. A gépet System 7.1 operációs rendszerrel szállította az Apple. A gép bemutatásakor az alapkiépítésben 4MB (80ns) memóriát tartalmazott, maximálisan 68MB (80ns) kezelésére volt képes a gyári specifikáció szerint, a bővítéshez 4 hely (slot) állt rendelkezésre. A számítógépnek nem volt saját kijelzője. A külső kijelzőt 512kB videó-memória támogatta.Videójel kimenetet egy DB–15 csatlakozó biztosított. Csatlakozók: két ADB, két soros port, egy DB-25 SCSI-hoz, kijelzőhöz egy DB-15, egy 3,5 mm-es jack audió bemenet, egy 3,5 mm-es jack audió kimenet. A gép bővíthetőségét szolgálta három NuBus, egy PDS bővítőhely. Egy 5,25 SCSI eszköz beépítéséhez alakítottak ki helyet. Külső SCSI merevlemez csatlakoztatására is volt lehetőség.

## A számítógép adatai
A táblázat nem tartalmazza az összes műszaki paramétert. Az egyes modelleknél a bemutatáskor érvényes adatokat soroljuk fel, a későbbi frissítéseket nem. Az eszköz technikai paraméterei a MacTracker alkalmazásból származnak.
| Gép nevebemutatva kivezetve     | Méretmagasság szélesség mélység súlySzín | Processzorprocesszor órajel, mag L1 és L2 cache társprocesszor       | Háttértármerevlemezkülső adathordozó | Eredeti operációs rendszer | Memóriaalap max. @sebességhely | Kijelzőmérete felbontása | Grafikakártyamemória kimenet | CsatlakozókEthernet, ADB, soros, SCSI, párhuzamos, FDD, kijelző, hang be/ki, belső mikrofon, hangszóró                        | Bővíthetőségkártyahelybelső öbölkülső csatlakozó     |
| ------------------------------- | ---------------------------------------- | -------------------------------------------------------------------- | ------------------------------------ | -------------------------- | ------------------------------ | ------------------------ | ---------------------------- | --- | ---------------------------------------------------- |
| IIvx1992 okt. 19. 1993 okt. 21. | 152 mm 330 mm 419 mm 11,3 kg bézs        | Motorola 68030 @32 MHz és 1 mag L1 0,5kB, L2 32kB Motorola 68882 FPU | 40MB HDD                             | System 7.1                 | 4MB max: 68MB @80ns4 hely      | nincs kijelző            | 512kB 1 DB–15                | * 2 ADB * 2 soros * 1 D–25 (SCSI) * 1 DB-15 (külső monitor) * 1 3,5 jack audió be * 1 3,5 jack audió ki * beépített hangszóró | * 3 NuBus * 1 PDS* 1 5,25 SCSI (belső)* SCSI (külső) |

## Macintosh II számítógépek az időben
| A Macintosh II számítógépek idővonalon |
| --- |
| A színek kezdete a bemutató időpontja, a forgalmazás több esetben is hónapokkal később kezdődött. Megeshet, hogy egy csík végét kitakarja egy másik csík eleje. Előfordul, hogy a gyártás befejezését követően még egy ideig forgalomban marad a gép adott verziója. |